# Катасев, Лев Анисимович
Лев Ани́симович Катасев (5 февраля 1919 — 2 сентября 1982) — советский геофизик. Доктор физико-математических наук, профессор. Участник Второй мировой войны.

## Биография
Лев Катасев родился 5 февраля 1919 года.
Участник Второй мировой войны.
Ученик Игоря Астаповича.
Занимался изучением метеоров в верхней атмосфере и приложением методов метеорной астрономии для исследования верхней атмосферы Земли. Разрабатывал новые методы экспериментального изучения верхней атмосферы с помощью исследовательских ракет.
В 1958 году возглавил вновь созданный отдел физики верхней атмосферы обнинского Полигона ИПГ (Института прикладной геофизики) (затем — Обнинское отделение ИПГ, затем — Обнинский филиал ИПГ, затем — Институт экспериментальной метеорологии; в настоящее время — научно-производственное объединение «Тайфун»).
В 1964 году защитил диссертацию на соискание учёной степени доктора физико-математических наук по теме «Исследование метеоров и связанных с ними явлений в атмосфере Земли фотографическим методом». Профессор.
Автор свыше 150 научных работ, в том числе 3 монографий. Награждён орденом «Знак Почёта».
Умер 2 сентября 1982 года, похоронен на Кончаловском кладбище в Обнинске.

## Участие в научных и общественных организациях
- Член Международного астрономического союза

### Монографии
- Катасев Л. А. Фотографические методы метеорной астрономии. — М.: Гостехиздат, 1957. — 179 с.
- Катасев Л. А. Исследование метеоров в атмосфере Земли фотографическим методом. — Л., 1966.
- Катасев Л. А., Лысенко И. А. Исследование динамических процессов в верхней атмосфере. — М.: Московское отделение Гидрометеоиздата, 1983. — 283 с.

### Статьи
- Катасев Л. А. Определение орбит метеоров по фотографиям Сталинабадской астрономической обсерватории // Труды Сталинабадской Астрономической обсерватории. — Сталинабад: Издательство Таджикского филиала АН СССР, 1950. — Т. III, вып. 1, № 13. — С. 5.
- Катасев Л. А. Некоторые данные о метеорах и связь метеорных роев с другими телами Солнечной системы // Метеоритика. — 1955. — № 13. — С. 76—85.